# Nicholas Sparks
Nicholas Sparks (Omaha, 31 de dezembro de 1965) é um escritor, roteirista e produtor estadunidense. Vários de seus livros entraram na lista de best-sellers do New York Times, com cerca de 115 milhões de cópias vendidas em todo o mundo, sendo trazduzido para mais de 50 línguas.

## Biografia
Nicholas Charles Sparks é filho de Patrick Michael Sparks, um professor de negócios, e de Jill Emma Marie Sparks, uma dona de casa e assistente de optometria. Ele tem dois irmãos, Michael Earl "Micah" Sparks (1964–), o mais velho, e Danielle "Dana" Sparks (1966–2000), a mais nova, que faleceu aos 33 anos por conta de um tumor no cérebro. Ela foi a sua inspiração para o livro A Walk to Remember.
Sparks desde pequeno frequenta a Igreja Católica e tem ascendência alemã, tcheca, americana e irlandesa. Sempre teve o desejo de torna-se atleta, mas por um infeliz acidente, teve seu sonho interrompido.
Quando Sparks tinha oito anos, o seu pai decidiu dar prosseguimento aos seus estudos na Universidade de Minnesota e Universidade do Sul da Califórnia, o que fez com que a família se mudasse para diferentes locais, entre eles Watertown, Minnesota, Inglewood, Califórnia, Playa del Rey, Los Angeles e Grand Island, Nebraska. Em 1974, o seu pai conseguiu o emprego como professor de negócios na Universidade Estadual de Califórnia, Sacramento, onde ensinava teoria e gestão comportamental. Dessa forma, sua família se estabilizou em Fair Oaks, Califórnia, onde Sparks viveu sua juventude.
Após se formar em 1984 e ser o orador oficial da Bella Vista High School, inscreveu-se na Universidade de Notre Dame, onde ganhou uma bolsa de estudos. Em seu primeiro ano, sua equipe tinha um recorde de revezamento de 4 x 800. Sparks se formou em finanças corporativas e se graduou com honras em 1988. Naquele mesmo ano, ele também conheceu sua futura esposa, Cathy Cote de Nova Hampshire, enquanto estava em férias por causa da semana de primavera. Eles se casaram em 22 de julho de 1989 e se mudaram para New Bern, Carolina do Norte. O escritor anunciou a 7 de janeiro de 2015 que se separou da mulher, Cathy Sparks, após uma união de 25 anos.

## Carreira
Em 1985, quando ainda frequentava a faculdade, Sparks escreveu seu primeiro romance, The Passing, enquanto estava na casa de verão entre os calouros até o seu segundo ano na Universidade de Notre Dame. Ele também escreveu outro romance em 1983, também nunca publicado, The Royal Murders.
Após se formar, Sparks buscou ofertas de trabalho com editoras ou vagas para estudar direito, mas foi rejeitado em ambas as tentativas. Então, nos três anos seguintes, tentou outras carreiras, incluindo avaliação imobiliária, garçom, vendedor de produtos odontológicos por telefone e até mesmo tentou começar uma manufatura.
Em 1990, ele co-escreveu Wokini: A Lakota Journey to Happiness e Self-Understanding com Billy Mills. O livro foi publicado pela Feather Publishing, Random House e Hay House, e vendeu aproximadamente 50 000 cópias no primeiro ano após o lançamento.
Em 1992, Sparks começou a vender produtos farmacêuticos e, no ano seguinte, foi transferido para Washington, DC. Foi nessa época que ele escreveu outro romance em seu tempo livre, The Notebook. Dois anos depois, ele foi descoberto pela agente literária Theresa Park, que leu o manuscrito de The Notebook na sua agência e se ofereceu para ser sua representante. Em outubro de 1995, Park garantiu um adiantamento de US$ 1 milhão para The Notebook vindo da Time Warner Book Group. O romance foi publicado em outubro de 1996 e entrou na lista de best-sellers no New York Times em sua primeira semana de lançamento.
Com o sucesso do seu primeiro romance, ele se mudou para New Bern, Carolina do Norte. Desde então, escreveu diversos best-sellers, dos quais onze foram adaptados em filmes: Message in a Bottle (1999), A Walk to Remember (2002), The Notebook (2004), Nights in Rodanthe (2008),  Dear John (2010), The Last Song (2010), The Lucky One (2012), Safe Haven (2013), The Best of Me (2014), The Longest Ride (2015) e The Choice (2016).

## Obras publicadas
| Ano  |    | Título original                    | Título no Brasil           | Título em Portugal             | Adaptado para o cinema (ano) |
| ---- | -- | ---------------------------------- | -------------------------- | ------------------------------ | ---------------------------- |
| 1990 | 01 | Wokini (Coescrito com Billy Mills) |                            | Uma Viagem Espiritual          | Não                          |
| 1996 | 02 | The Notebook                       | Diário de Uma Paixão       | O Diário da Nossa Paixão       | (2004)                       |
| 1998 | 03 | Message in a Bottle                | Uma Carta de Amor          | As Palavras que Nunca Te Direi | (1999)                       |
| 1999 | 04 | A Walk to Remember                 | Um Amor para Recordar      | Um Momento Inesquecível        | (2002)                       |
| 2000 | 05 | The Rescue                         | O Resgate                  | Corações em Silêncio           | Não                          |
| 2001 | 06 | A Bend in the Road                 | Uma Curva na Estrada       | Uma Promessa para Toda a Vida  | Não                          |
| 2002 | 07 | Nights in Rodanthe                 | Noites de Tormenta         | O Sorriso das Estrelas         | (2008)                       |
| 2003 | 08 | The Guardian                       | O Guardião                 | Laços que Perduram             | Não                          |
| 2003 | 09 | The Wedding                        | O Casamento                | A Alquimia do Amor             | Não                          |
| 2004 | 10 | Three Weeks With My Brother        | Três Semanas com Meu irmão | Três Semanas com o Meu Irmão   | Não                          |
| 2005 | 11 | True Believer                      | O Milagre                  | Quem Ama Acredita              | sim                          |
| 2006 | 12 | At First Sight                     | À Primeira Vista           | À Primeira Vista               | Não                          |
| 2007 | 13 | The Choice                         | A Escolha                  | Uma Escolha por Amor           | (2016)                       |
| 2007 | 14 | Dear John                          | Querido John               | Juntos ao Luar                 | (2010)                       |
| 2008 | 15 | The Lucky One                      | Um Homem de Sorte          | Um Homem com Sorte             | (2012)                       |
| 2009 | 16 | The Last Song                      | A Última Música            | A Melodia do Adeus             | (2010)                       |
| 2010 | 17 | Safe Heaven                        | Um Porto Seguro            | Um Refúgio para a Vida         | (2013)                       |
| 2011 | 18 | The Best of Me                     | O Melhor de Mim            | Dei-te o Melhor de Mim         | (2014)                       |
| 2013 | 19 | The Longest Ride                   | Uma Longa Jornada          | Uma Vida ao Teu Lado           | (2015)                       |
| 2015 | 20 | See Me                             | No Seu Olhar               | No Teu Olhar                   | Não                          |
| 2016 | 21 | Two By Two                         | Dois a Dois                | Só Nós Dois                    | Não                          |
| 2018 | 22 | Every Breath                       | Almas Gêmeas               | Cada Suspiro Teu               | Não                          |
| 2020 | 23 | The Return                         | O Retorno                  | O Regresso                     | Não                          |
| 2021 | 24 | The Wish                           | O Desejo                   | O Sonho                        | Não                          |
| 2022 | 25 | Dreamland                          | Primavera dos Sonhos       | Um Sonho só Nosso              | Não                          |
| 2024 | 26 | Counting Miracles                  | Contando Milagres          | À Espera de Um Milagre         | Não                          |